# Arriate
Arriate – gmina w Hiszpanii, w prowincji Malaga, w Andaluzji, o powierzchni 8,27 km². W 2011 roku gmina liczyła 4121 mieszkańców.
W miejscowości jest stacja kolejowa Arriate.